# Cosmodromo della Barreira do Inferno
Il cosmodromo della Barreira do Inferno (in portoghese Centro de Lançamento da Barreira do Inferno) conosciuto semplicemente come Barreira do Inferno, è la prima base di lancio di razzi del Sudamerica, che fu creata nel 1965. Su questa base sono stati lanciati più di 400 razzi, da piccoli razzi meteorologici di tipo Loki a veicoli Castor-Lance a quattro stadi ad alte prestazioni.
Attualmente le attività della base sono:
- Tracciamento del veicolo di lancio Ariane, in collaborazione con il Centre spatial guyanais di (Kourou, Guyana francese), in conformità con le disposizioni di un accordo con l'Agenzia spaziale europea (ESA).
- Tracciamento dei veicoli lanciati dal Cosmodromo di Alcântara.
- Test ed esperimenti di interesse per il Comando dell'Aeronautica Militare Brasiliana.
- Fornitura di risorse operative a beneficio di esperimenti di interesse per la Marina Militare e l'Esercito Brasiliano.
- Vendita di servizi di lancio e localizzazione di razzi suborbitali a organizzazioni nazionali e straniere.